# Jason Paige
Jason Paige (6 januari 1969) is een Amerikaans zanger, schrijver, producer en acteur. Hij is voornamelijk bekend van het inzingen van het nummer "Gotta catch 'em all", het intro van de televisieserie Pokémon.

## Carrière
Naast het intro voor Pokémon zingt hij voor deze zelfde serie ook het lied "Viridian Stad" en als achtergrondzanger voor de 'Pokémon 2.B.A. Master' soundtrack. Op de Elite Beat Agents-soundtrack zingt hij "Canned Heat" en "Walkie Talkie Man." Paige is ook te horen op honderden verschillende jingles, onder andere: Mountain Dew's "Bohemian Rhapsody" en Pepto Bismol's "Nausea Heartburn Indigestion". Ook heeft hij nog een aantal nummers geschreven voor de televisieserie Rob & Big. Zijn stem is ook te horen in de Disney televisiefilm, The Color of Friendship. Paige is de rapsolist voor het lied "Black or White", dat werd uitgevoerd tijdens het dertigjarigjubileumconcert van Michael Jackson in Madison Square Garden. Hij heeft samengewerkt met bekende artiesten zoals Aerosmith, Meat Loaf, Frankie Valli, Liza Minnelli en Enrique Iglesias. Daarnaast heeft hij werken geschreven en geproduceerd voor Shoshana Bean, Becky Baeling en Suzie McNeil.
Ook was hij als acteur te zien als Peter in "An Argentinian in New York", als koorzanger in "A Walk to Remember", als de voice-over voor Buttmeister in "Meet the Spartans", een arts in "Make Yourself at Home", als een student in "Election", en als ouder in "The Hustler". Van 1995 tot 2000 produceerde en speelde Paige in zijn eigen muzikale sketch comedy-show, The What's Up Show, die was te zien op Manhattan cable TV.
Op het podium verscheen hij in 2010 voor de productie van "Rent" in de Hollywood Bowl, als Joe in Frank Zappa's "Joe's Garage" en als Travis in Ty Taylor's "The Existents" aan de Open Fist Theatre Company. Hij heeft ook producties gespeeld van The Who's Tommy, Godspell, Jesus Christ Superstar en Hair.
Paige heeft een jaar lang als leadzanger van Blood, Sweat & Tears gefungeerd.

## Hitlijsten

### NPO Radio 2 Top 2000
| Nummer met noteringen in de NPO Radio 2 Top 2000 | '15  | '16 | '17 | '18 | '19 | '20 | '21 | '22 | '23 | '24 |
| ------------------------------------------------ | ---- | --- | --- | --- | --- | --- | --- | --- | --- | --- |
| Pokémon Theme                                    | 1666 | 232 | 284 | 115 | 127 | 186 | 165 | 142 | 151 | 152 |

1. ↑  Een vetgedrukt getal geeft de hoogste notering aan.
2. ↑  2015 was het eerste jaar met een notering voor dit nummer.